# Зуунхангай
Зуунхангай (монг. Зүүнхангай?, ᠵᠡᠭᠦᠩᠬᠩᠭ᠋ᠠᠢ?) — сомон аймака Увс, в западной части Монголии.

## Описание
Площадь сомона Зуунхангай составляет — 2,7 тыс. км². Население сомона около 3700 человек. Центр сомона посёлок Жаргалант находится в 1100 км от Улан-Батора, в 270 км от центрального города аймака Улаангом. Есть школа, больница и торгово-культурные центры.

### Этнический состав
Большинство населения сомона составляют дербеты, баяты, хотоны и др.

### Климат
Климат резко континентальный. Ежегодные осадки 150 мм, средняя температура января −24°С, средняя температура июля +20°С. Много осадков выпадает летом в виде дождя, а весной и осенью в виде снега. Зимы достаточно сухие, с небольшими снегопадами.

### Фауна
Водятся корсаки, дикие коты, волки, лисы, косули.

### Рельеф
На территории сомона находится хребет Хан Хухи (2500 м), протекают реки Жаргалант, Их и др.

### Полезные ресурсы
На территории сомона добывают сырье для строительной промышленности.